# Friedrich Gerhardt (Orgelbauer)
Johann Friedrich Gerhardt (* 1. November 1826 in Kölleda; † 25. April 1922 in Merseburg) war ein deutscher Orgelbauer. Von 1853 bis 1863 betrieb er seine Werkstatt in Kölleda. Dann verlegte er sie nach Merseburg, wo er bis 1894 arbeitete.

## Leben
Friedrich Gerhardt wurde als Sohn eines Landwirtes und Magistratsassessors in Kölleda geboren und dort am 9. November 1826 getauft. Sein zweiter Taufpate war der ortsansässige Orgelbauer Johann Christoph Damm, bei dem er vermutlich ab 1840 eine Lehre absolvierte. Es folgten Gesellenjahre unter anderem bei Johann Michael Hesse in Dachwig, Urban Creutzbach in Borna, Carl August Buchholz in Berlin, Franz Wilhelm Sonreck, Köln, Wilhelm Korfmacher, Aachen, und Johann Claussen Schmid, Oldenburg. Seine Wanderjahre führten ihn auch zu Orgelbauern in Belgien, Frankreich und Oberitalien, bevor er 1853 in seiner Heimatstadt eine eigene Werkstatt eröffnete. Dort entstanden diverse Orgeln für vornehmlich Mitteldeutschland. Seine größte erhaltene Orgel steht gleichsam als Referenzobjekt in seiner Heimatstadt, die größte Orgel, die jemals unter seinen Händen entstand, umfasste 52 Register und stand im Naumburger Dom. Diese Orgel ging leider nach dem Zweiten Weltkrieg verloren. Heute sind noch eine Handvoll Orgeln aus seiner Hand erhalten. 

## Werkliste (Auswahl)
| Jahr | Ort                  | Kirche                     | Bild | Manuale | Register | Bemerkungen       |
| ---- | -------------------- | -------------------------- | ---- | ------- | -------- | ----------------- |
| 1857 | Wallroda (Bad Bibra) | Dorfkirche                 |      | I/P     | 8        |                   |
| 1868 | Querfurt             | Heilig-Geist-Kirche        |      | I/P     | 7        | Beitrag zur Orgel |
| 1870 | Memleben             | Dorfkirche St. Martin      |      | II/P    | 17       |                   |
| 1872 | Wormsleben           | Zum heiligen Kreuz         |      |         |          |                   |
| 1874 | Lochau (Schkopau)    | St. Anna                   |      | II/P    | 15       | Beitrag zur Orgel |
| 1876 | Merseburg            | Stadtkirche St. Maximi     |      | III/P   | 46       | Beitrag zur Orgel |
| 1878 | Wolmirstedt          | Dorfkirche                 |      | II/P    | 12       |                   |
| 1880 | Bad Godesberg        | Ev. Gemeindehaus           |      | II/P    | 15       |                   |
| 1880 | Naumburg (Saale)     | Moritzkirche               |      |         |          |                   |
| 1881 | Bad Tennstedt        | Stadtkirche St. Trinitatis |      | III/P   | 37       | → Orgel           |
| 1881 | Soest                | Wiesenkirche               |      | III/P   | 33       | Kriegsverlust     |
| 1886 | Nietleben (Halle)    | Ev. Kirche                 |      | II/P    | 15       | Beitrag zur Orgel |
| 1892 | Beuna                | Dorfkirche Niederbeuna     |      | II/P    | 12       | Orgel             |